# Packard Humanities Institute
Le Packard Humanities Institute (abrégé en PHI) est une association à but non lucratif américaine fondée en 1987 et dont le siège se trouve dans la ville de Los Altos (Californie). Elle se consacre au développement d'outils pour la recherche en sciences humaines (littérature antique, histoire, archéologie, musicologie, études cinématographiques), notamment sous forme de CD-ROM et de ressources disponibles sur Internet.

## Histoire
Le Packard Humanities Institute a été fondé en 1987. Ses premiers financements proviennent d'un don de la David and Lucile Packard Foundation, une fondation privée de mécénat créée en 1964 par David Packard, cofondateur de la compagnie Hewlett-Packard.
Au cours des premières années de son existence, le Packard Humanities Institute a développé plusieurs bases de données dans les domaines de la littérature latine, des inscriptions et des papyri grecs anciens, et des Pères fondateurs des États-Unis. C'est pendant cette période qu'est développé le PHI Latin Corpus, une base de données sur CD-ROM contenant l'ensemble de la littérature latine de ses débuts jusqu'à l'époque impériale. Le cinquième CD-ROM publié par le PHI, le PHI Latin Corpus, une base de données rassemblant toute la littérature latine ancienne, paraît à l'été 1991.
Par la suite, les activités du PHI se sont étendues à l'archéologie, à la préservation de films, à la restauration de théâtres et à la musicologie. Le président actuel (fin 2010) du PHI est David Woodley Packard (fils de David Packard), qui a fait partie du conseil d'administration de l'entreprise Hewlett-Packard de 1987 à 1999.

## Outils du PHI

### PHI Latin Corpus
Le PHI Latin Corpus (ou « PHI #5 », car il s'agit du cinquième CD-Rom réalisé par le PHI) est une base de données de la littérature latine de ses origines jusqu'à l'époque impériale. Sa première version paraît sur CD-Rom en 1991. Tout comme l'autre grande base de données littéraire classique, le Thesaurus Linguae Graecae, le PHI Latin Corpus dans sa version CD-ROM a été rédigé en Beta Code et nécessite le recours à un logiciel d'interrogation pour être utilisable. Plusieurs logiciels, certains libres, permettent d'interroger le PHI Latin Corpus.

### Searchable Greek Inscriptions
Les PHI Searchable Greek Inscriptions : base de données en ligne d'inscriptions épigraphiques grecques antiques. Une première version, le PHI #6, paraît en 1991 ; le PHI #7, paru en 1997, la remplace et la complète. 
Le PHI #7 rassemble plusieurs corpus d'inscriptions épigraphiques grecques : 
- deux bases de données rassemblées par deux universités américaines, la Cornell University et la Ohio State University ;
- la Duke Data Bank of Documentary Papyri (DDBDP), qui a depuis été prise en charge et mise en ligne par le Perseus Project, puis sur le projet papyri.info[9]  ;
- et la ICE-ICK Data Bank of Late Antique and Medieval Inscriptions de John M. Mansfield, qui regroupe des inscriptions grecques et latines, les Inscriptions of the Christian Empire (ICE) et les Inscriptions of the Christian Kingdoms (ICK).

Les inscriptions grecques sont librement consultables sur le site du projet.